# Yoshijirō Umezu
Yoshijiro Umezu (梅津美治郎 Umezu Yoshijirō?) (Prefectura de Ōita, 4 de enero de 1882 – Tokio, 8 de enero de 1949) fue un militar japonés, que ocupó el cargo de comandante en jefe del Ejército Imperial Japonés durante la Segunda Guerra Mundial, entre los años 1944 y 1945. 
Yoshijiro Umezu destacó por su carrera militar y política a lo largo de las décadas de los años 20 y años 1930, carrera que llegó a su fin en 1945 con la rendición de Japón ante los Aliados mediante la firma del Acta de rendición de país por el propio Umezu, entre otros firmantes, a bordo del acorazado estadounidense USS Missouri en la bahía de Tokio, tras lo cual fue juzgado por crímenes de guerra por el Tribunal Penal Militar Internacional para el Lejano Oriente a cadena perpetua.

## Carrera militar y política
Yoshijiro Umezu nació el 4 de enero de 1882 en la Prefectura de Ōita, en el Japón. En 1903 se graduó en la Academia Militar Imperial Japonesa, siendo destinado al arma de Infantería. Tras unos cursos en la Academia de Estado Mayor partió para ampliar sus estudios hacia Europa, concretamente hacia Dinamarca y Alemania. Durante su estancia en Dinamarca, asistió como observador del Ejército Imperial Japonés al desarrollo de la Primera Guerra Mundial en Europa, en la que el Japón fue neutral en los primeros momentos de la guerra.
Acabada la guerra, siguió destinado en Europa, siendo el agregado militar japonés en Suiza entre los años 1920 y 1921.
Durante los años 20, Umezu fue uno de los miembros del Tōsei-Ha (grupo de control) dirigido por el general Kazushige Ugaki con ayuda de los generales Koiso Kuniaki, Hajime Sugiyama, Tetsuzan Nagata y Hideki Tōjō. Su facción era moderada, contrariamente a la facción Kōdō-Ha (grupo de acción), liderada por Sadao Araki y cuya visión política era mucho más radical.
De regreso al Japón, siguió una carrera ascendente, durante la que mandó sucesivamente las tropas de guarnición japonesas destacadas en China (1934-1935), y la 2.ª División de Infantería (1935-1936).
En 1936 fue llamado al Japón como viceministro de la Guerra, en 1936-1938, para posteriormente regresar a China en 1938 para tomar el ando del 1.º Ejército. En 1939 se le entregó el mando del Ejército de Kwantung, que mantuvo hasta 1944.
Finalmente, en julio de 1944 pasó a formar parte del Consejo Supremo de Guerra, en representación del Ejército Imperial Japonés, del que asumió a la vez el mando.

## Rendición de Japón
Al igual que el ministro de la guerra Korechika Anami y el jefe del Estado Mayor de la Armada Imperial Japonesa, Soemu Toyoda, Umezu se opuso frontalmente en un primer momento a la rendición del Japón en agosto de 1945 ante los Aliados, ya que pensaba que los militares japoneses debían proseguir la lucha para infligir fuertes pérdidas a los Aliados durante la prevista Operación Downfall, el desembarco e invasión del Japón que planificaban los Aliados.
Según pensaba Umezu, esta estrategia le permitiría al Japón una mejor negociación de la paz y de las condiciones del país en la posguerra. Sin embargo, cuando finalmente se decidió aceptar la rendición incondicional del país ante los Aliados por decisión personal del emperador Hiro Hito, Uzemu firmó, entre otros representantes militares y políticos japoneses, los documentos del Acta de capitulación del Japón a bordo del buque estadounidense USS Missouri, el 2 de septiembre de 1945, en la bahía de Tokio.

## Juicio por crímenes de guerra

Umezu firmando el Acta de capitulación del Japón el 2 de septiembre de 1945 en el USS Missouri, anclado en la bahía de Tokio.

Una vez acabada la guerra, Umezu fue juzgado por crímenes de guerra, al igual que casi todas las personalidades clave del país durante el conflicto. 
Yoshijiro Umezu fue condenado por el Tribunal Penal Militar Internacional para el Lejano Oriente a cadena perpetua el 12 de noviembre de 1948, por sus actividades durante la Segunda Guerra Mundial, aunque falleció a causa de un cáncer en su prisión de Tokio poco después, el 8 de enero de 1949. Durante su reclusión, se convirtió al cristianismo.